# 西アジア競技大会
西アジア競技大会（にしアジアきょうぎたいかい、英語名：West Asian Games、略称：WAG Games）は、西アジア競技大会連合（West Asian Games Federation、略称WAGF）が主催する総合競技大会である。西アジア地域の友好、理解、平和と、オリンピック・ムーブメントの振興を目的としている。モットーは「信義、健康、発展（Faith, Health and Development）」。

## 歴史
1997年11月、第1回大会がイランにて開催された。10カ国から15競技の選手850人が集まった。参加国はイラン、ヨルダン、クウェート、キルギスタン、レバノン、カタール、シリア、タジキスタン、トルクメニスタン、イエメンの10カ国。
その後バーレーン、イラク、オマーン、パレスチナ、サウジアラビア、アラブ首長国連邦などの国・地域も追加されている。
もともと2年に1回の開催を意図したが、戦争や財政状況などの様々な困難のため、2002年に4年に1回の開催に変更した。アジア大会の前年に開催されている。
第3回ドーハ大会（2005年）では初めて女性の参加が認められた。
2009年開催予定だった第4回大会は一旦イランのテヘランでの開催が決定したが、2010年に延期され、その後さらに2011年への延期を決定。その後、2011年には結局開催されていない。一旦、キーシュ島での2016年開催予定となったが、結局再延期となった。

## 開催地
| 回    | 期間                                    | 開催都市                  | 開催国     |
| ----- | --------------------------------------- | ------------------------- | ---------- |
| 第1回 | 1997年                                  | テヘラン                  | イラン     |
| 中止  | 1999年                                  | カタール                  | カタール   |
| 第2回 | 2001年→2002年に延期                     | レバノン→クウェートに変更 | クウェート |
| 中止  | 2003年                                  | ダマスカス                | シリア     |
| 第3回 | 2005年                                  | ドーハ                    | カタール   |
| 第4回 | 2009年→2010年→2011年→2013年→2016年→延期 | キーシュ島                | イラン     |

## 実施競技
2005年大会
| - バドミントン - バスケットボール - ボクシング - ボウリング - フェンシング - サッカー - 重量挙げ - ハンドボール - 柔道 - 空手 |  | - 陸上競技 - レスリング - 射撃 - スカッシュ - テニス - 卓球 - 体操 - バレーボール - 水泳 - 競泳 - 飛込 |

## 通算獲得メダル数
※第3回大会（2005年）まで
| 順    | 国・地域         | 金  | 銀  | 銅  | 計   |
| ----- | ---------------- | --- | --- | --- | ---- |
| 1     | イラン           | 92  | 73  | 88  | 253  |
| 2     | クウェート       | 71  | 59  | 56  | 186  |
| 3     | シリア           | 44  | 46  | 49  | 139  |
| 4     | カタール         | 37  | 33  | 33  | 103  |
| 5     | キルギス         | 26  | 15  | 16  | 57   |
| 6     | サウジアラビア   | 15  | 16  | 20  | 51   |
| 7     | ヨルダン         | 7   | 17  | 20  | 44   |
| 8     | アラブ首長国連邦 | 7   | 10  | 11  | 28   |
| 9     | レバノン         | 7   | 9   | 10  | 26   |
| 10    | トルクメニスタン | 5   | 13  | 30  | 48   |
| 11    | タジキスタン     | 3   | 11  | 19  | 33   |
| 12    | バーレーン       | 3   | 2   | 4   | 9    |
| 13    | イエメン         | 3   | 1   | 3   | 7    |
| 14    | イラク           | 2   | 1   | 7   | 10   |
| 15    | オマーン         | 0   | 5   | 6   | 11   |
| Total | Total            | 322 | 311 | 372 | 1005 |